# Philosophie de la psychologie

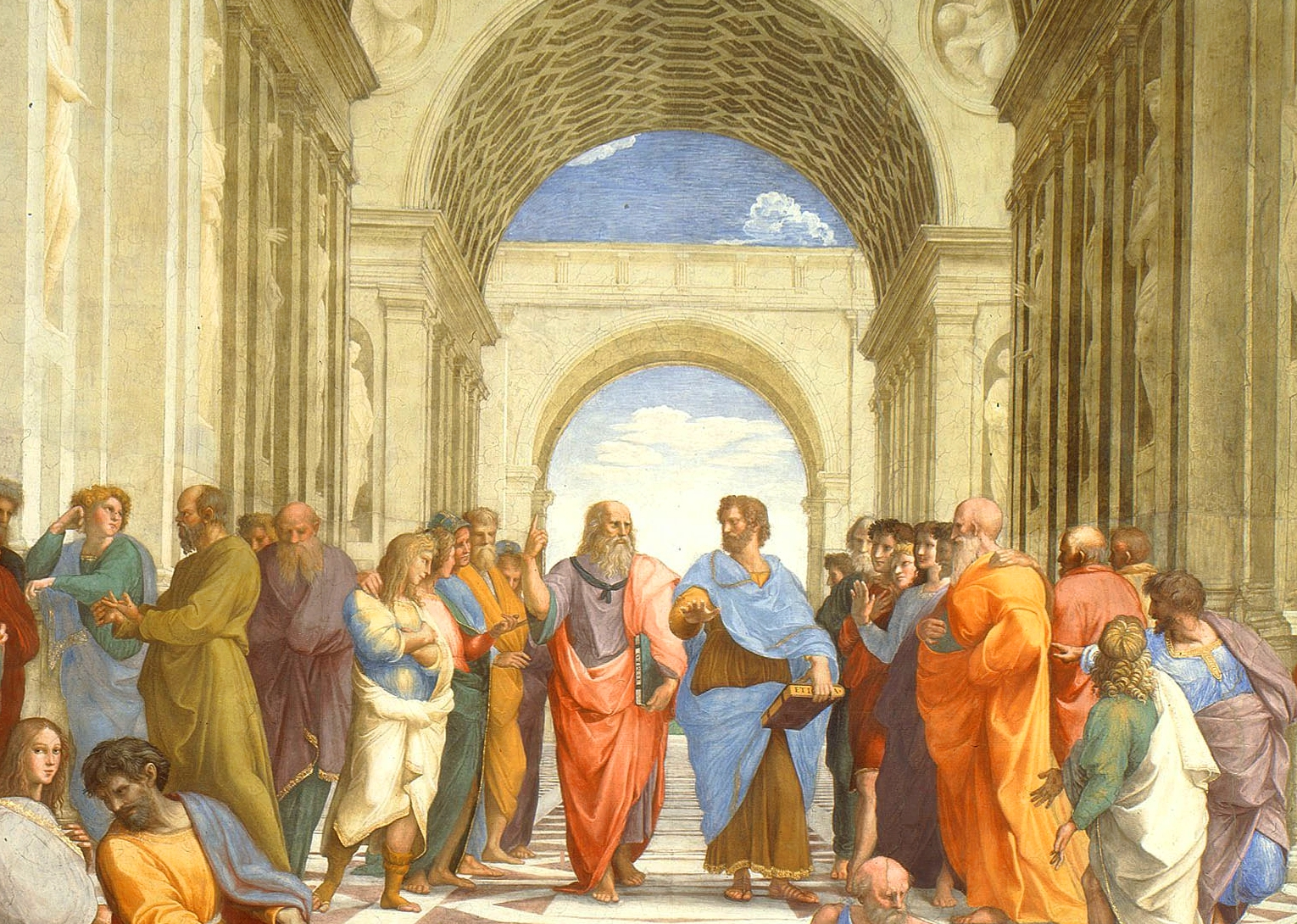
L'école d'Athènes, tableau rassemblant de nombreux philosophes.

La philosophie de la psychologie se réfère à des questions portant sur les fondements théoriques de la psychologie moderne. Certaines de ces questions sont des préoccupations épistémologiques de la méthodologie de l'étude psychologique. Par exemple :
- Quelle est la méthode la plus appropriée pour la psychologie : mentalisme, béhaviorisme, ou un compromis ?
- Les auto-rapports sont-ils une méthode de collecte de données fiables ?
- Quelles conclusions peuvent être tirées de tests d'hypothèses nulles ?
- Les premières expériences d'une personne (émotions, désirs, croyances, etc.) peuvent-elles être mesurées objectivement ?

D'autres questions de la philosophie de la psychologie sont des questions philosophiques sur la nature de l'esprit, du cerveau et de la cognition, et sont peut-être plus généralement considérés comme faisant partie de la science cognitive, ou de la philosophie de l'esprit, tels que :
- Qu'est-ce qu'un module de cognition ?
- Les humains sont-ils des créatures rationnelles ?
- Quelles sont les normes requises pour appeler un phénomène psychologique la connaissance ?
- Qu'est-ce que l'innéité ?

La philosophie de la psychologie surveille également de près le travail contemporain réalisé en neurosciences cognitives, psychologie évolutionniste, et en intelligence artificielle; par exemple se demander si les phénomènes psychologiques peuvent être expliqués en utilisant les méthodes des neurosciences, de la théorie de l'évolution, et de la modélisation informatique, respectivement. Certaines préoccupations sont de savoir si la psychologie, comme l'étude des individus en tant que systèmes de traitement de l'information (voir Donald Broadbent), est autonome par rapport à ce qui se passe dans le cerveau (même si les psychologues conviennent largement que le cerveau provoque les comportements (voir survenance)).
La philosophie de la psychologie est un domaine relativement jeune, car la psychologie « scientifique » — psychologie qui favorise des méthodes expérimentales sur l'introspection— est venu à dominer les études psychologiques qu'à la fin du XIXe siècle. 
Les sujets qui relèvent de la philosophie de l'esprit, bien sûr, remontent beaucoup plus loin. Par exemple, des questions sur la nature même de l'esprit, les qualités de l'expérience et des questions particulières comme le débat entre le dualisme et le monisme ont été discutées dans la philosophie depuis de nombreux siècles.
Des études philosophiques et épistémologiques sur la psychologie clinique et la psychopathologie sont liés à la philosophie de la psychologie. La philosophie de la psychopathologie est principalement impliquée dans la réflexion épistémologique sur les fondements philosophiques implicites de la classification psychiatrique et la psychiatrie fondée sur des données probantes. Son but est de dévoiler l'activité constructive qui souligne la description des phénomènes mentaux.

## Lectures supplémentaires
Le London Philosophy Study Guide offre de nombreuses suggestions de ce qu'il faut lire, en fonction de la familiarité de l'étudiant avec le sujet: Philosophie de lapsychologie.
- J. Stacy Adams. 1976. Advances in Experimental Social Psychology. Academic Press, 1976  (ISBN 0120152096 et 9780120152094).
- Leonard Berkowitz. 1972. Social psychology. Scott Foresman & Co, 1972.
- Ned Block. 1980. Readings in Philosophy of Psychology, Volume 1. Harvard University Press, 1980.  (ISBN 067474876X et 9780674748767).
- Stuart C. Brown, Royal Institute of Philosophy. 1974. Macmillan, 1974. Original from	the University of Michigan
- Joseph Margolis. 2008. Philosophy of Psychology. Prentice-Hall foundations of philosophy series. Prentice-Hall, 1984.  (ISBN 0136643264 et 9780136643265).
- Ken Richardson. 2008. Understanding psychology. Open University Press, 1988.  (ISBN 0335098428 et 9780335098422).
- George Botterill, Peter Carruthers. 1999. The Philosophy of Psychology. Cambridge University Press.  (ISBN 0521559154 et 9780521559157).
- Craig Steven Titus. 2009. Philosophical Psychology: Psychology, Emotions, and Freedom. CUA Press.  (ISBN 0977310361 et 9780977310364).
- Jose Bermudez. 2005. Philosophy of Psychology: A Contemporary Introduction. Routledge.  (ISBN 9780415368629).
- Terence Horgan, John Tienson. 1996. Connectionism and the Philosophy of Psychology. MIT Press.  (ISBN 0262082489 et 9780262082488)